# William Blandy
William Henry Purnell Blandy (New York, 28 giugno 1890 – St. Albans, 12 gennaio 1954) è stato un ammiraglio statunitense, attivo durante la seconda guerra mondiale, noto soprattutto per aver supervisionato il test atomico effettuato sull'atollo di Bikini nel 1946.
Arruolatosi in marina nel 1913, servì a bordo delle corazzate USS Florida e USS New Mexico fino agli anni venti, poi dal 1923 lavorò a varie riprese al Bureau of Ordnance grazie alla sua specializzazione nell'artiglieria navale. Dopo essere divenuto aiutante del comandante della flotta da battaglia della Pacific Fleet, ricoprì con il grado di tenente comandante il ruolo di attaché a Rio de Janeiro; capitano di fregata dal 1933, tenne il comando della corazzata USS Utah e di naviglio leggero.
Con il grado di viceammiraglio ottenuto nel 1939 fu comandante del Bureau of Ordnance fino al dicembre 1943, quando fu destinato al fronte del Pacifico al comando del Gruppo 1 del V Corpo Anfibio: partecipò a tutte le principali offensive statunitensi fino alla resa dell'Impero giapponese nel settembre 1945. Promosso ammiraglio, dal febbraio 1947 fu comandante dell'Atlantic Fleet per tre anni, quando si ritirò dal servizio attivo. Morì nel gennaio 1954.

## Biografia
William Henry Purnell Balndy nacque nel giugno 1890 nella città di New York. Trasferitosi nel Delaware, decise d'arruolarsi nella marina militare statunitense: frequentò quindi la United States Naval Academy di Annapolis, in Maryland, completò il corso nel 1913 arrivando primo nella sua classe e ottenne il grado di guardiamarina.

### Primo servizio
Imbarcato subito sulla nave da battaglia USS Florida, Blandy prese parte attiva nell'occupazione statunitense di Veracruz, località del Messico allora in preda alla guerra civile. Promosso a sottotenente di vascello nel giugno 1916, prestò servizio a bordo della Florida nella prima guerra mondiale (distaccata presso la Grand Fleet britannica), nella quale gli Stati Uniti erano entrati nell'aprile 1917. Dopo la fine del conflitto, ricevette la nomina a tenente di vascello (giugno 1919) e s'iscrisse alla Postgraduate School di Annapolis, specializzandosi nel campo dell'ingegneria d'artiglieria; dopo aver ottenuto il diploma attese a un corso d'addestramento in artiglieria alla Naval Gun Factory del Washington Navy Yard, nella capitale.

### La carriera negli anni venti e trenta
Blandy seguì poi esercitazioni al Naval Proving Ground di Indian Head sempre nel Maryland, poi nell'ottobre 1921 ricevette ordine di imbarcarsi sulla corazzata USS New Mexico; poco dopo venne comunque trasferito sulla nave da carico USS Vega. Nel novembre 1922 fu nominato sovrintendente del District Communication al quartier generale di Cavite, nella colonia delle Filippine. Ripreso dopo qualche mese il servizio in mare, servì sui cacciatorpediniere USS Pruitt e USS Stewart. Nel giugno 1923 fu portato al grado di capitano di corvetta, richiamato in patria e assegnato per un anno al Bureau of Ordnance con sede a Washington.
Nel maggio 1927 iniziò un secondo periodo di servizio sulla corazzata New Mexico in qualità di ufficiale addetto all'artiglieria di bordo; qualche tempo dopo fu assegnato alla corazzata USS West Virginia e rivestì il ruolo di aiutante del comandante in capo della divisione da battaglia della Pacific Fleet, il comando occidentale della marina statunitense responsabile delle operazioni nell'Oceano Pacifico. Ai primi del settembre 1930 fu nominato attaché navale presso l'ambasciata statunitense di Rio de Janeiro, in Brasile, ove ricevette nell'agosto 1933 la promozione a capitano di fregata: in seguito a ciò, nel tardo 1934 assunse il comando del cacciatorpediniere USS Simpson, poi fu nominato ufficiale comandante della 10ª Divisione cacciatorpediniere. Nel giugno 1936 passò alla testa della Sezione Artiglieria in seno alla Divisione Addestramento della Flotta per il Capo delle Operazioni Navali: tenne l'incarico fino al dicembre 1938, quando fu posto al comando della corazzata USS Utah. Promosso nel corso dell'estate 1939 al grado di capitano di vascello, nel giugno 1940 attese un secondo periodo di servizio al Bureau of Ordnance durato sei mesi; fu quindi nominato contrammiraglio prima della fine dell'anno.

### La seconda guerra mondiale
Il 7 dicembre 1941 l'Impero giapponese, dopo mesi di tensione, lanciò l'improvviso attacco di Pearl Harbor che colpì duramente la Pacific Fleet: l'atto fece entrare nella seconda guerra mondiale gli Stati Uniti. Quello stesso giorno Blandy fu promosso capo del Bureau of Ordnance, ruolo che mantenne fino al 9 dicembre 1943: in tale incarico egli s'impegnò a far riconoscere al silurificio di Newport che il Mark 14 era difettoso e si prodigò per un'adozione generalizzata del cannone leggero Oerlikon da 20 mm L/70. Nei primi giorni di gennaio 1944 fu inviato sul fronte del Pacifico quale comandante del Gruppo 1 in seno alla V Corpo Anfibio: diresse così gli assalti agli atolli e alle isole occupate dalle truppe nipponiche nel corso della campagna delle Isole Marshall, tra il gennaio e il febbraio 1944, e di quella delle Isole Marianne svoltasi tra il giugno e l'agosto 1944. Assunto il comando della Task Force 52, dal 16 al 18 febbraio 1945 diresse il bombardamento navale preliminare dell'isola di Iwo Jima, condotto da sei vecchie corazzate e cinque incrociatori pesanti. Già prima che sanguinosa battaglia sull'isola fosse finita, ricevette ordine di dirigere su Okinawa e dal 28 marzo 1945, mentre si svolgevano alcune brevi operazioni anfibie sugli isolotti attorno Okinawa, eseguì un cannoneggiamento della parte meridionale dell'isola schierando dieci vecchie corazzate, undici incrociatori e ventiquattro cacciatorpediniere.
In seguito alla caduta di Okinawa a metà giugno, fu rilevato dal comando della Task Force 52 per assumere il 13 luglio quello congiunto della Cruisers Pacific Fleet - Destroyers Pacific Fleet. Mantenne il posto fino al 2 settembre 1945, quando l'Impero giapponese si arrese ufficialmente agli Alleati.

### Il dopoguerra e la morte
Nel novembre 1945 Blandy fu promosso viceammiraglio e vice del Capo delle Operazioni navali. Nel gennaio 1946 fu nominato comandante della Joint Army-Navy Task Force, creata per coordinare e controllare le varie fasi dell'operazione Crossroads, nome in codice per una progettata serie di test atomici da svolgere sull'atollo di Bikini nell'arcipelago delle Marshall. In seguito ai collaudi avvenuti in estate, rivestì la carica di comandante dell'8ª Flotta; poi, a seguito della promozione ad ammiraglio nel febbraio 1947, divenne il comandante in capo della Atlantic Fleet. Nel febbraio 1950 si ritirò dal servizio attivo e fu posto nella lista degli ufficiali a riposo
William H. P. Blandy morì il 12 gennaio 1954 all'età di 63 anni, allo United States Naval Hospital di St. Albans a New York. Fu sepolto nel cimitero nazionale di Arlington nello stato della Virginia: la sua tomba è la numero 4964 della sezione 2.
Lo USS Blandy, un cacciatorpediniere della classe Forrest Sherman in servizio dal 1957 al 1982, fu intitolato in suo onore.